# Radošovce (Trnava)
Radošovce (deutsch Radoschowetz, ungarisch Alsórados – bis 1907 Radosóc) ist eine Gemeinde im Westen der Slowakei mit 388 Einwohnern (Stand 31. Dezember 2024). Sie gehört zum Okres Trnava, einem Teil des Trnavský kraj.

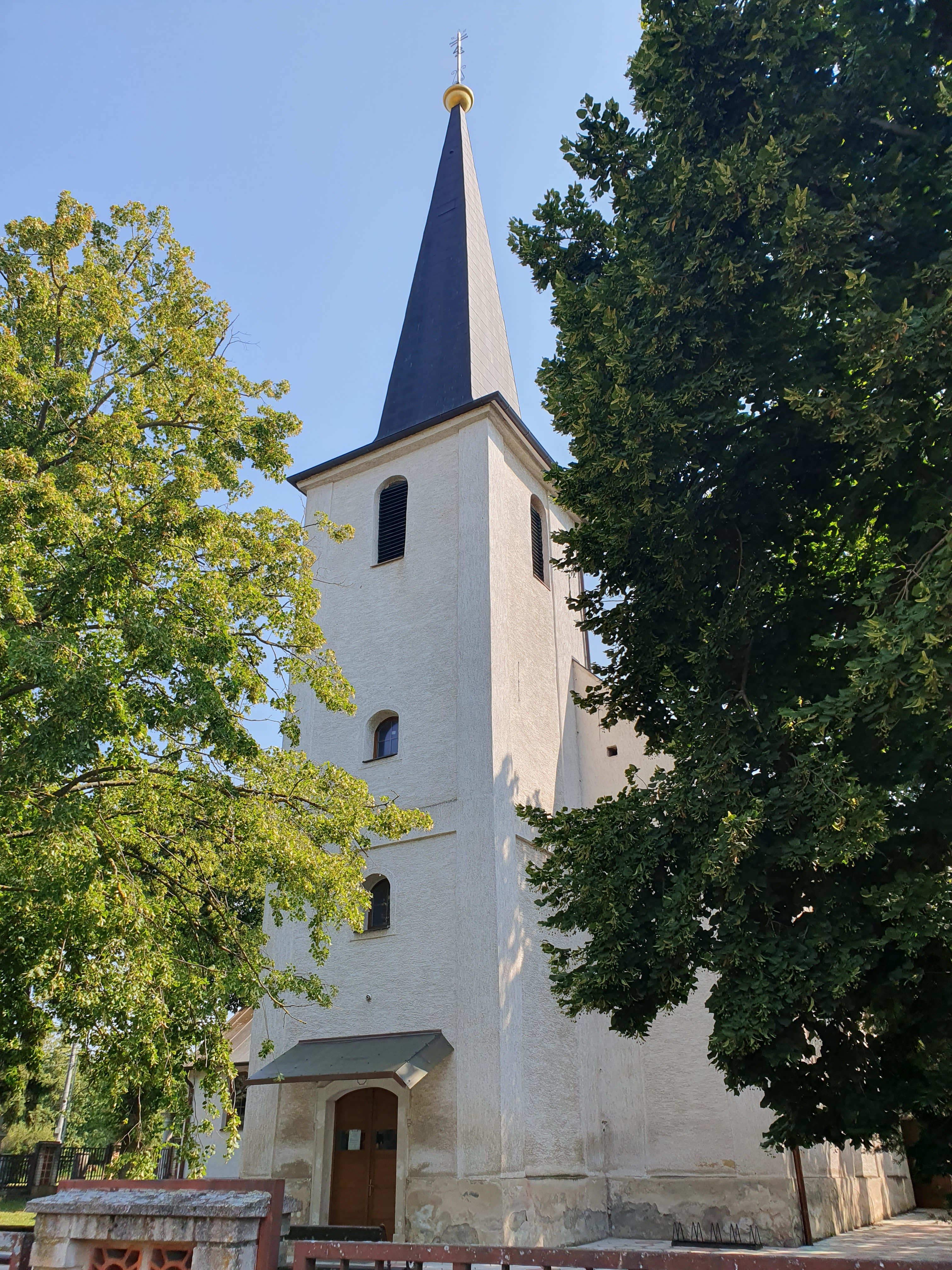
Annakirche

## Geographie
Die Gemeinde befindet sich im Hügelland Trnavská pahorkatina am linken Ufer des Flüsschens Blava. Das Ortszentrum liegt auf einer Höhe von 167 m n.m. und ist 17 Kilometer von Trnava entfernt.
Nachbargemeinden sind Nižná im Norden, Veľké Kostoľany im Osten, Jaslovské Bohunice im Süden und Westen sowie Kátlovce im Nordwesten.

## Geschichte
Radošovce wurde zum ersten Mal 1216 (andere Angaben 1208) als Radichov schriftlich erwähnt. Im Jahre 1586 gehörte das Dorf zum Herrschaftsgut der Burg Dobrá Voda. Langjährige Besitzer stammten aus dem Adelsgeschlecht Erdődy, 1855 kamen die Pálffys zum Besitz. 1787 zählte man 64 Häuser und 381 Einwohner, deren Haupteinnahmequelle Landwirtschaft war.
Bis 1918 gehörte der im Komitat Neutra liegende Ort zum Königreich Ungarn und kam danach zur Tschechoslowakei beziehungsweise heute Slowakei. 1974 wurde der Nachbarort Paderovce eingegliedert, nur ein Jahr später kam es zur Eingemeindung zur Gemeinde Jaslovské Bohunice. 1991 wurde Radošovce wieder selbständig, während Paderovce weiterhin Teil von Jaslovské Bohunice bleibt.

## Bevölkerung
| Jahr                | 1994 | 2004    | 2014    | 2024    |
| ------------------- | ---- | ------- | ------- | ------- |
| Anzahl der Personen | 392  | 401     | 415     | 388     |
| Unterschied         |      | +2,29 % | +3,49 % | −6,50 % |

| Jahr                | 2023 | 2024    |
| ------------------- | ---- | ------- |
| Anzahl der Personen | 396  | 388     |
| Unterschied         |      | −2,02 % |

Nach der Volkszählung 2011 wohnten in Radošovce 429 Einwohner, davon 406 Slowaken, fünf Roma sowie jeweils ein Pole und Tscheche. Ein Einwohner gab eine andere Ethnie an und 15 Einwohner machten diesbezüglich keine Angabe. 378 Einwohner bekannten sich zur römisch-katholischen Kirche sowie jeweils ein Einwohner zu den Zeugen Jehovas, zur evangelischen Kirche A. B. und zur orthodoxen Kirche. 14 Einwohner waren konfessionslos und bei 34 Einwohnern wurde die Konfession nicht ermittelt.

## Bauwerke
- römisch-katholische Kirche im spätbarocken Stil aus dem Jahr 1762